# Manuela Ferreira Leite

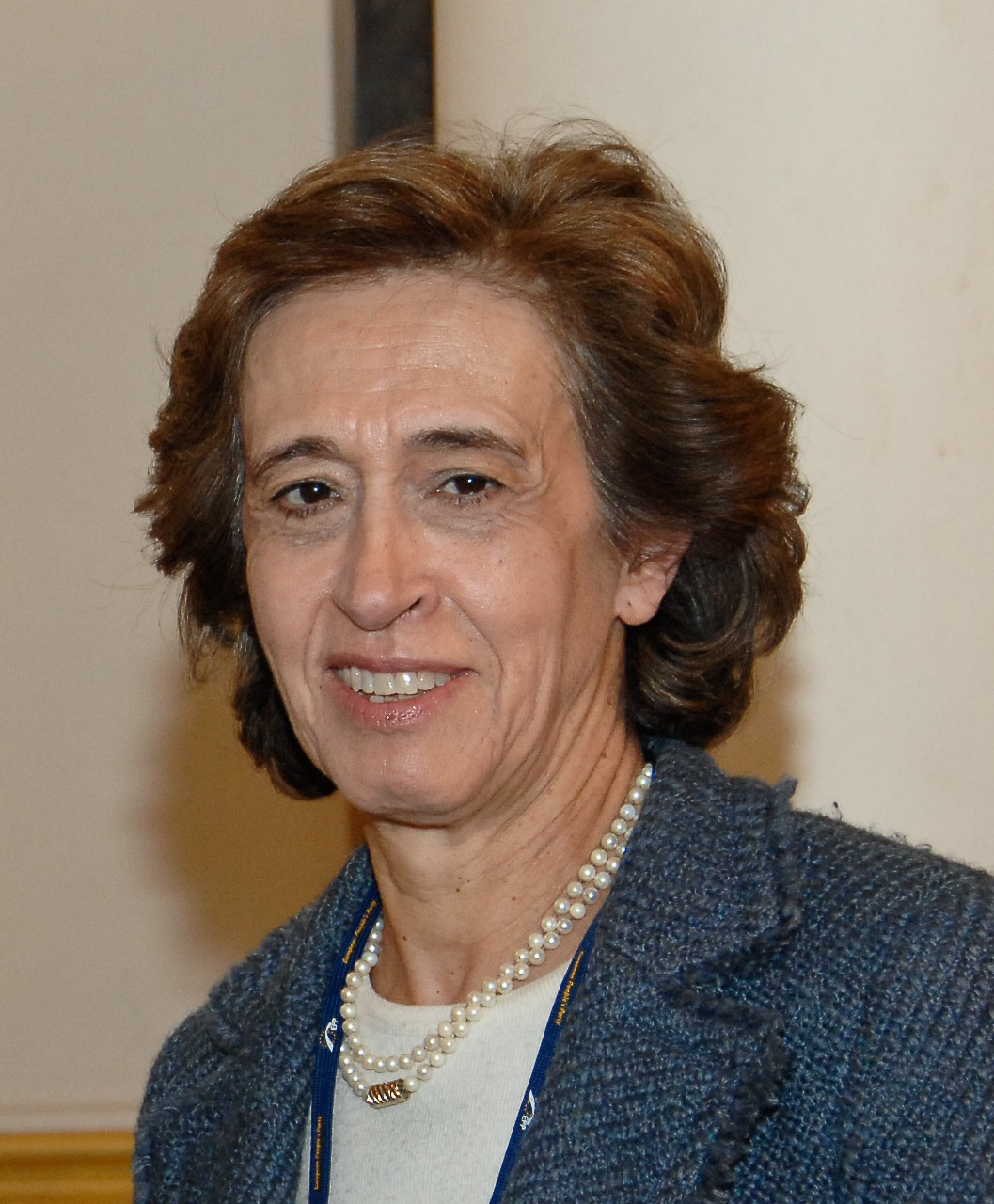
Manuela Ferreira Leite (2008)

Maria Manuela Dias Ferreira Leite (* 3. Dezember 1940 in Lissabon, Portugal) ist eine portugiesische Wirtschaftswissenschaftlerin und Politikerin. Wegen ihrer Prinzipientreue wird sie in Portugal auch die „Eiserne Lady“ (dama de ferro) genannt. Ferreira Leite war vom 31. Mai 2008 bis Frühjahr 2010 Vorsitzende des Partido Social Democrata (PSD), der am stärksten vertretenen Oppositionspartei im portugiesischen Parlament.

## Leben
Ferreira Leite wuchs in der portugiesischen Hauptstadt Lissabon auf, wo sie unter anderem die Liceus Maria Amália Vaz de Carvalho und D. João de Castro besuchte. Ihr Studium der Wirtschaftswissenschaften schloss sie 1963 am damaligen Instituto Superior de Ciências Económicas e Financeiras (Höheres Institut der Wirtschafts- und Finanzwissenschaften), heute Teil des Instituto Superior de Economia e Gestão, der Technischen Universität Lissabon ab. Ihre Lizenziatur erreichte sie mit 16 Notenpunkten und erhielt aufgrund der überdurchschnittlichen Note verschiedene Preise.
Daraufhin arbeitete sie als Universitätsassistentin am Instituto Superior de Economia von 1966 bis 1979, wo sie die Fächer „Staatsfinanzen“ und „Staatswirtschaft“ unterrichtete. Seit 2005 ist sie Gastprofessorin am Instituto Superior de Gestão Technischen Universität Lissabon.
Neben ihrer akademischen Laufbahn, war sie zunächst von 1963 bis 1964 Stipendiatin des Wirtschafts- und Finanzzentrums der Fundação Calouste Gulbenkian, um zwischen 1964 und 1972 als Wirtschaftsreferendarin verschiedene Aspekte der staatlichen Bildungslandschaft zu erforschen. In dieser Zeit lernte sie unter anderem auch den späteren Premierminister Aníbal Cavaco Silva kennen. Von 1975 bis 1977 leitete Ferreira Leite das Statistik-Departement des Instituto de Participações do Estado („Institut für Staatsbeteiligungen“). Darauf holte Cavaco Silva sie in die Banco de Portugal, wo Ferreira Leite bis 1986 die Funktion der Koordinatorin des Arbeitskreises für Staatsfinanzen und Kapitalwirtschaft innehat; von 2004 bis 2005 war sie dort erneut als Beraterin tätig. Von 1986 bis 1990 leitete sie die Abteilung des staatlichen Rechnungswesens des portugiesischen Finanzministeriums. 1987 wurde sie als Mitglied des Haushaltskomitees des Europarates gewählt, wo sie bis 1992 arbeitete. 1995 leitete Ferreira Leite die portugiesische Delegation zur 4. UN-Weltfrauenkonferenz in Peking. Zwischen 1998 und 2000 war sie im Verwaltungsrat des Instituto Superior de Línguas e Administração vertreten, seit 2006 ist Ferreira Leite nicht ausführende Verwalterin (administradora não executiva) der Banco Santander.
Die politische Karriere von Manuela Ferreira Leite begann mit dem Eintritt in die Portugiesische Sozialdemokratische Partei (PSD) 1985. Über zwei Legislaturperioden hinweg, von 1991 bis 1995 und von 1995 bis 2000, vertrat sie die Partei im portugiesischen Parlament, der Assembleia da República. Gleichzeitig war sie von 1996 bis 2001 Vizefraktionsvorsitzende.
1990 wurde sie erstmals in die portugiesische Regierung berufen, sie übernahm für von Januar 1990 bis November 1991 die Aufgaben des Haushaltsstaatssekretärs unter der zweiten Regierung Cavaco Silva. Unter der dritten Regierung Cavaco Silva war sie von November 1991 bis Dezember 1993 stellvertretende Haushaltsstaatssekretärin, wechselte jedoch nach dem Rücktritt Roberto Carneiro ins Bildungsministerium und leitete dieses bis Oktober 1995. Nach den portugiesischen Parlamentswahlen 1995, nach denen die PSD wieder Oppositionspartei war, leitete sie von 1995 bis 1999 den Parlamentarischen Ausschuss für Wirtschaft, Finanzen und Planung.
2002 berief sie der damalige Premierminister José Manuel Barroso in die neue Regierung, sie übernahm das Ressort für Finanzen und war gleichzeitig Staatsministerin, in etwa vergleichbar mit der Funktion des stellvertretenden Premierministers. Nachdem Barroso jedoch im Juli 2004 in die EU-Kommission wechselte und Präsident Jorge Sampaio Pedro Santana Lopes als neuen Premierminister berief, zog sie sich zunächst aus dem politischen Leben zurück. Seit 2006 ist sie im Staatsrat (Conselho do Estado) der portugiesischen Republik vertreten. Im Mai 2008 kandidierte Ferreia Leite für die Funktion des Vorsitzenden der PSD, nachdem Vorgänger Luís Filipe Menezes aufgrund interner Kritik zurückgetreten war. Sie gewann die parteiinternen Wahlen mit 37,6 Prozent der Stimmen und schlug damit die drei anderen Kandidaten Pedro Passos Coelho, Pedro Santana Lopes und Mário Patinha Antão. 2009 war sie, zusammen mit dem damaligen Wirtschafts- und Innovationsminister Manuel Pinho auf Einladung von Pinto Balsemão, Teilnehmerin der Bilderberg-Konferenz in Athen.
Am 30. April 1998 ehrte Staatspräsident Jorge Sampaio sie mit dem Großkreuz des Ordens des Heinrich des Seefahrers (Grã-Cruz da Ordem do Infante D. Henrique). Über lange Jahre hinweg arbeitete und arbeitet Ferreira Leite in der portugiesischen Medienlandschaft, unter anderem für die Wochenzeitung Expresso und die Tageszeitungen Jornal de Notícias und Público. Sie ist außerdem Kommentatorin im Programm Falar Claro des Senders Rádio Renascença.
Die dreifache Mutter ist geschieden.

## Ehrungen
- 2011: Großkreuz des Christusordens